# Calendrier Kansei
Le calendrier Kansei (寛政暦, Kansei-reki) est un calendrier luni-solaire (genka reki) japonais publié en 1797.

## Histoire
Le système  Kansei-reki est l’œuvre de Takahashi Yoshitoki et Hazama Shigetomi qui utilisent les études astronomiques occidentales pour modifier le calendrier traditionnel.